# Río Churún

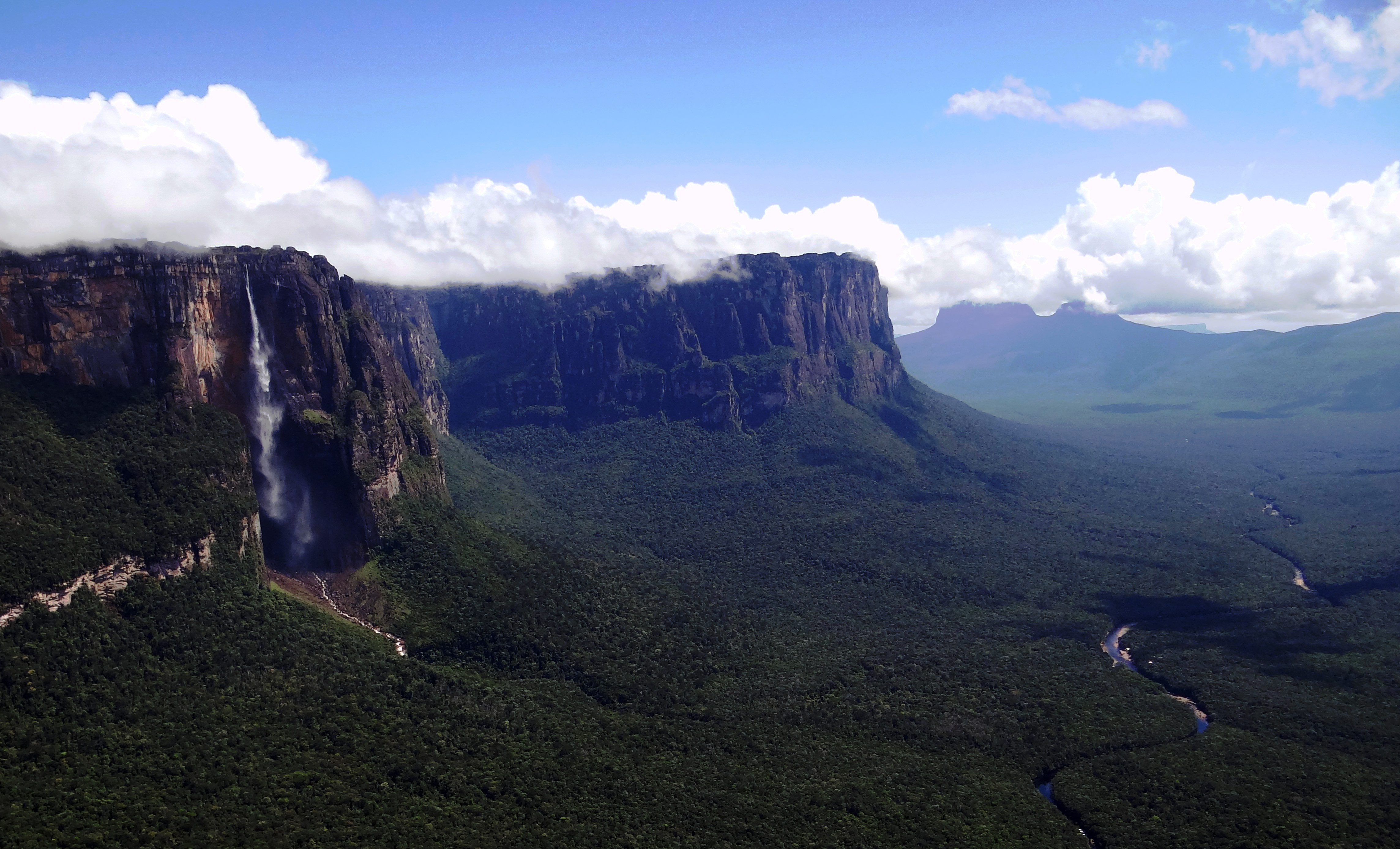
Cañón del Diablo - Río Churún. A la izquierda El Salto Angel.

El río Churún es un río en Venezuela, parte de la cuenca del río Orinoco. Se encuentra alrededor de 6.0666667 ° N 62.6 ° W, en el parque nacional Canaima y un afluente proviene del Salto Ángel (Kerepacupai Merú en la lengua Pemón), la catarata más alta del mundo. Su origen está en el parque nacional Canaima, y desemboca en el río Carrao.